# Andraca nobilorum
Andraca nobilorum là một loài bướm đêm thuộc họ Endromidae. Loài này có ở miền trung Việt Nam và đông nam Trung Quốc (Quảng Tây).
Sải cánh của loài này dài 38–39 mm. Con trưởng thành mọc cánh từ tháng 4 đến tháng 6.

## Phân loài
- Andraca nobilorum nobilorum (Việt Nam)
- Andraca nobilorum houtuae Wang & Zolotuhin, 2012 (Trung Quốc: Quảng Tây)